# 伊斯蘭陣線 (敘利亞)

伊斯蘭陣線旗幟

伊斯兰阵线是叙利亚内战期間的一个逊尼派伊斯兰主义以及反巴沙尔·阿萨德政權的组织， 并希望讓叙利亚變成一个伊斯兰国家。該組織也不承认包括叙利亚全国委员会在內的其他叙利亚反对派机构。该组织由七个独立团体于2013年11月22日合併而成。 
2014年，伊斯蘭陣線分裂。2014年12月24日，伊斯兰阵线各派别与叙利亚北部其他武装团体联合组成沙姆阵线。截至2015年初，伊斯兰阵线被认为实际上已解散。